# Amphipholis granulata
Amphipholis granulata är en ormstjärneart som först beskrevs av Christian Frederik Lütken och Ole Theodor Jensen Mortensen 1899.  Amphipholis granulata ingår i släktet Amphipholis och familjen trådormstjärnor. Inga underarter finns listade i Catalogue of Life.